# إل ميرون
بلدية إل ميرون (بالإسبانية: El Mirón) هي بلدية تقع في مقاطعة آبلة التابعة لمنطقة قشتالة وليون وسط إسبانيا.

## الديموغرافيا
يبلغ عدد سكان بلدية إل ميرون 162 نسمة عام 2011 (وفقاً للمعهد الوطني للإحصاء الإسباني).
| 268 | 259 | 234 | 203 | 190 | 172 | 162 |